# Andreas Henning
Andreas Henning (* 1969 in Berlin) ist ein deutscher Kunsthistoriker, Kurator und Museumsdirektor. Seit 2020 ist er Direktor des Museums Wiesbaden – Hessisches Landesmuseum für Kunst und Natur.

## Leben
Andreas Henning studierte in Düsseldorf und Berlin, 2002 wurde er an der FU Berlin mit einer Arbeit zur Koloritgeschichte der italienischen Renaissance promoviert. 1999–2000 arbeitete er an der Casa di Goethe in Rom, 2002–2004 absolvierte er das wissenschaftliche Volontariat an der Staatsgalerie Stuttgart. 2004–2020 war er Kurator für italienische Malerei an der Gemäldegalerie Alte Meister der Staatlichen Kunstsammlungen Dresden.
Förderungen und Auszeichnungen: u. a. Promotionsstipendium des Deutschen Akademischen Austauschdienstes 1999/2000 (Rom); Museum Scholar am Getty Research Institute in Los Angeles 2008, Samuel H. Kress Senior Fellow am Center for Advanced Study in the Visual Arts, National Gallery of Art in Washington DC 2013/14, Museum Fellowship an der Bibliotheca Hertziana / Max-Planck-Institut für Kunstgeschichte in Rom 2011/12 und 2016/17. 2012 hielt er die Sydney J. Freedberg Lecture on Italian Art an der National Gallery of Art in Washington DC.
Henning kuratierte zahlreiche Sonderausstellungen, darunter: Das Glück Württembergs. Zeichnungen und Druckgraphik europäischer Künstler des 18. Jahrhunderts, 2004 Staatsgalerie Stuttgart (gemeinsam mit Corinna Höper); in der Reihe „Das restaurierte Meisterwerk“ der Gemäldegalerie Alte Meister Dresden zu Antonello da Messina (2005), Andrea Mantegna (2006), Canaletto (2008), Tizian (2010), Bellotto (2011) und Veronese (2018); Captured emotions – Baroque Painting in Bologna 1575–1725, 2008 Los Angeles, J. Paul Getty Museum (gemeinsam mit Scott Schaefer); Himmlischer Glanz. Raffael, Dürer und Grünewald malen die Madonna, 2011 Gemäldegalerie Alte Meister Dresden (gemeinsam mit Arnold Nesselrath); Die Sixtinische Madonna. Raffaels Kultbild wird 500, 2012 Gemäldegalerie Alte Meister Dresden; Slawomir Elsner – Präzision und Unschärfe, 2021 Museum Wiesbaden (gemeinsam mit Lea Schäfer); Honiggelb – Die Biene in der Kunst. Von der Renaissance bis in die Gegenwart, 2025 Museum Wiesbaden.
Andreas Henning ist u. a. Mitglied des Kunstbeirates des Landes Hessen, des Ausschusses Kulturelle Wirtschaft der IHK Wiesbaden und des Kulturbeirates der Landeshauptstadt Wiesbaden.

## Publikationen (Auswahl)

### Als Autor
- Raffaels Transfiguration und der Wettstreit um die Farbe. Koloritgeschichtliche Untersuchung zur römischen Hochrenaissance, München / Berlin: Deutscher Kunstverlag 2005 [=Kunstwissenschaftliche Studien, Bd. 125], ISBN 3-422-06525-3 (zugl. Berlin, FU, Diss.).
- Raffael, in: Allgemeines Künstlerlexikon (AKL), Bd. 97 (2018), S. 369-373, Berlin: De Gruyter 2018, ISBN 978-3-11-023263-9.

### Als Herausgeber
- mit Scott Schaefer (Hrsg.): Captured emotions – Baroque painting in Bologna 1575–1725, Los Angeles, Getty Publications 2008, ISBN 978-0-89236-933-1 (Ausstellungskatalog Los Angeles, J. Paul Getty Museum 16. 12. 2008 – 3. 5. 2009).
- mit Ulrich Bischoff (Hrsg.): Georg Baselitz. Dresdner Frauen, Köln: DuMont 2009, ISBN 978-3-8321-9268-6 (Ausstellungskatalog Staatliche Kunstsammlungen Dresden, Gemäldegalerie Alte Meister, 10. 10. 2009 – 28. 2. 2010).
- mit Barbara Marx (Hrsg.): Venedig – Dresden. Begegnungen zweier Kulturstädte, Leipzig: E.A. Seemann 2010, ISBN 978-3-86502-211-0.
- (Hrsg.): Die Sixtinische Madonna. Raffaels Kultbild wird 500, München: Prestel 2012, ISBN 978-3-7913-5197-1 (Ausstellungskatalog Staatliche Kunstsammlungen Dresden, Gemäldegalerie Alte Meister, 26. 5. – 26. 8. 2012).
- mit Christine Follmann und Marlies Giebe (Hrsg.): Veronese – Der Cuccina-Zyklus. Das restaurierte Meisterwerk, Dresden: Sandstein 2018, ISBN 978-3-95498-354-4 (Ausstellungskatalog Staatliche Kunstsammlungen Dresden, Gemäldegalerie Alte Meister, 9. 3. – 3. 6. 2018).
- mit Lea Schäfer: Slawomir Elsner. Präzision und Unschärfe, Berlin: DCV 2021, ISBN 978-3-96912-061-3 (Ausstellungskatalog Museum Wiesbaden, 5. 11. 2021 – 6. 3. 2022).
- (Hrsg.): Honiggelb – Die Biene in der Kunst. Von der Renaissance bis in die Gegenwart, München: Hirmer 2025, ISBN 978-3-7774-4509-0 (Ausstellungskatalog Museum Wiesbaden, 7. 3. – 22. 6. 2025).